# جورج لاتيمر بيتس
جورج لاتيمر بيتس (بالإنجليزية: George Latimer Bates)‏ هو عالم طيور وعالم حيوانات وعالم نبات أمريكي، ولد في 21 مارس 1863 في أبينغدون في الولايات المتحدة، وتوفي في 31 يناير 1940 في تشيلمسفورد في المملكة المتحدة.